# Egenrörelse

Barnards stjärna har den största egenrörelsen, över 10 bågsekunder per år

Egenrörelse betecknar en stjärnas, eller annat astronomiskt objekts, (vinkel)rörelse tangentiellt mot synlinjen i förhållande till ett givet referenssystem. Även om stjärnornas hastigheter typiskt uppgår till tiotals eller hundratals km/s är deras avstånd så stora att egenrörelserna blir små. Att några stjärnor ö.h.t. kunde uppvisa egenrörelser upptäcktes av Edmund Halley 1718, när han jämförde samtida observationer med antika källor. De allra största egenrörelserna uppgår till några bågsekunder per år, vilket över en sådan tidsbas blir högst märkbart. I princip bestäms egenrörelser fortfarande helt enkelt genom att stjärnors positioner uppmäts med flera års tidsmellanrum. I praktiken har man dock stora problem med hänföra observationerna till ett gemensamt referenssystem. Inte förrän med Hipparcos-projektet har man fått stjärnpositioner och egenrörelser i ett väldefinierat icke-roterande system knutet till avlägsna kvasarer. Stor egenrörelse är ofta ett tecken på litet avstånd, och Barnards stjärna (bilden) är just en av solens närmaste grannar i Vintergatan. En avlägsen stjärna som Deneb (alfa i Svanen) har däremot en egenrörelse som bara är cirka 2,7 millibågsekunder per år (i förhållande till HCRF).